# 翅雙褐弧卵沫蟬
翅雙褐弧卵沫蟬（学名：Peuceptyelus kanmonis）为尖胸沫蟬科卵沫蟬屬下的一个种。